# S・M散

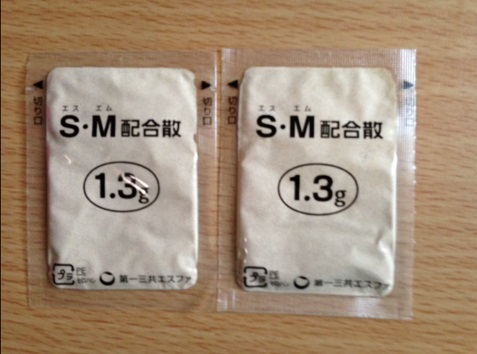
S･M散

S･M散（エスエムさん）は、胃腸薬の健胃消化薬のひとつで、消化薬、制酸薬、また生薬を配合している。後にS･M配合散に改名。生薬はカンゾウ、オウレン、ケイヒ、ウイキョウなど。第一三共エスファ、のちにアルフレッサファーマが処方用の胃腸薬として製造販売している。

## 概要
S･M散のような健胃消化薬は、より現代的な胃腸薬が登場する以前から使われてきた。また安価である使われることが多い。胃の諸症状に使われる。慢性胃炎、胃もたれ、食欲不振、胸やけ、吐き気など。
S･M散には制酸薬、タカジアスターゼなどの消化薬、生薬が調合されている。生薬に苦味があるが、これが食欲中枢に作用する。制酸薬では、速効性のある炭酸水素ナトリウムおよび、メタケイ酸アルミン酸マグネシウム、沈降炭酸カルシウムなどの胃酸を中和する。機能性胃腸症に伴う胃の諸症状や、鎮痛薬など他の薬の摂取に伴う胃腸症状を予防するために用いられる。

## 適応症
効果効能は、次の消化器症状の改善である。食欲不振、胃部不快感、胃もたれ、吐き気、嘔吐。

## 注意事項
以下の持病のあるものには、処方に注意が必要。
- 心臓病、腎臓病
- 人工透析を受けている人
- 高カルシウム血症
- 甲状腺機能低下症
- 副甲状腺機能亢進症

塩分摂取制限が必要であれば禁忌になっており、本剤を1日3回服用すると0.63グラムの食塩相当量になる。これは少ない部類であり、重曹（炭酸水素ナトリウム）の多い薬では、1日当たり1.5 - 3.5グラムとなる。
- 飲み合わせに注意：
  - テトラサイクリン系抗生物質、ニューキノロン系抗菌薬。（以上は薬効を減弱させる作用があるため、時間を置く）
  - ビタミンD3製剤 （高カルシウム血症を起こす可能性あり、腎臓の悪い人は注意を要する）

## 副作用
- 副作用は少ないが、まれに便秘、むかつきや長期服用時に血圧上昇、むくみなどが確認されている。腎臓病患者や高齢者は、高マグネシウム血症や尿路結石にも注意する。

## 発売と同効薬
処方箋薬には、つくしA・M配合散、KM散、FK配合散など、同種の薬がある。市販薬でも、生薬と消化剤、制酸薬を使った同様の配合剤は様々に販売されている。
19世紀末には消化酵素剤のタカジアスターゼが開発され三共から発売されたが、1949年にはこれを配合した本剤をS・M散として発売した。S・Mの由来はSankyo の Magen Mittel（ドイツ語で胃薬）。2009年にS・M配合酸に改名した。2009年には厚生省より、配合剤の販売名に関する指示が出ていた。
S・M散に似た薬に「つくしA・M酸」がある。「つくしA・M散」は富山化学から1968年に発売された薬で、2012年には酵素のリカーゼの入手困難に伴いジアスメンに変更した「つくしA・M配合散」が発売されている。